# NGC 7591
NGC 7591 est une galaxie spirale barrée située dans la constellation des Poissons. Sa vitesse par rapport au fond diffus cosmologique est de 4 587 ± 26 km/s, ce qui correspond à une distance de Hubble de 67,7 ± 4,8 Mpc (∼221 millions d'al). NGC 7591 a été découverte par l'astronome allemand Albert Marth en 1864.
NGC 7591 présente une large raie HI. De plus NGC 7591 est une galaxie active de type Seyfert ainsi qu'une galaxie lumineuse dans l'infrarouge (LIRG). Selon Sanders et ses collègues, la luminosité de la NGC 7591 dans l'infrarouge lointain (de 40 à 400 µm) est égale à 8,71 × 1010 {\displaystyle L_{\odot }} (1010,94{\displaystyle L_{\odot }}) et sa luminosité totale dans l'infrarouge (de 8 à 1 000 µm) est de 1,12 × 1011 {\displaystyle L_{\odot }} (1011,05{\displaystyle L_{\odot }}). Selon la base de données Simbad, NGC 7591 est une galaxie active de type Seyfert.
À ce jour, 29 mesures non basées sur le décalage vers le rouge (redshift) donnent une distance de 63,121 ± 8,252 Mpc (∼206 millions d'al), ce qui est à l'intérieur des valeurs de la distance de Hubble.

## Un anneau nucléaire
Un anneau entourant le noyau a été détecté dans la bande de fréquences micro-ondes de 12 à 18 Ghz, la bande Ku.

## Groupe de NGC 7515
NGC 7580 est un membre du groupe de NGC 7515. Selon Levy et ses collègues, il s'agit d'un groupe d'arrière-plan de l'amas de Pégasus I en compagnie de 16 autres galaxies. Ces galaxies sont NGC 7469, NGC 7495, NGC 7515, NGC 7529, NGC 7535, NGC 7536, NGC 7570, NGC 7580, NGC 7591, IC  5283, IC  5292, UGC 12370, UGC 12423, UGC 12426, UGC 12547 et UGC 12555.
Certaines des galaxies mentionnées par Levy et ses collègues sont aussi mentionnées par A.M. Garcia dans un article publié en 1993, soit NGC 7515, NGC 7535, NGC 7536, NGC 7570 et NGC 7580. À ces cinq galaxies, Garcia ajoute les galaxies NGC 7563, UGC 12388, UGC 12403 et MCG 2-59-2. Elles sont dans la même région du ciel et à des distances semblables que les 16 galaxies retenues par Levy. Si l'on ajoute ces quatre dernières galaxies au groupe de NGC 7515, on obtient un total de 20 membres.